# Свиштов
Свиштов (старински Сиштово, буг. Свищов) град је у Републици Бугарској, у северном делу земље. Град је треће по величини и значају насеље у оквиру Великотрновске области.

## Географија
Град Свиштов се налази у крајњем северном делу Бугарске, на државној граници са Румунијом (граница је река Дунав). Од престонице Софије Свиштов је удаљен 237 км северно, а од најближег већег града, Плевена, 80 км.
Област Свиштова налази се у средишњем делу Влашке низије. Град се сместио на делу тока Дунава, где он досеже свој најјужнији положај и највише се приближава Балкану. Средиште града налази на брегу изнад реке. Захваљујући Дунаву град има велики значај као лука.
Клима у граду је континентална.

## Историја
Окружење Свиштова је насељено још у време Трачана. У доба старог Рима на овом месту била је насеобина Новае.
Током првог дела средњег века област Свиштова била је у саставу Византије. Од 9. века до 1450. године област је била у саставу средњовековне Бугарске, а затим је пала под власт Османлија. У том граду је о Илиндану 1791. године био потписан познати Свиштовски мир између Османског царства и Аустријског царства.
У Свиштову је 1858. године постојала "Крајинска мала" (махала) са 300 кућа, од којих 20 трговачких а друго су куће сиромашних надничара. Ту је 1847. године подигнуто школско здање за 200 ђака. Преко српског листа тражили су Свиштовци прилоге од Срба и Србије, за тамошњу сиромашну децу.
У 19. веку је Свиштов био једно од средишта бугарског народног препорода. Градска црква из овог времена спада у најлепше грађевине у целој земљи. Град је постао део савремене бугарске државе 1878. године. Пописано је 1894. године у месту 13.212 становника.

## Срби у Свиштову
Свештено-историјску књигу коју су са руског превели на бугарски језик Анастас Стојановић и Антониј Јовановић 1825. године, набавили су у Букурешту, читаоци из Свиштова: Константин Атанасовић, Ангел Хаџи Пантелејмоновић, Ангел Петровић, Венко Минковић Зараф, Петко Николајевић, Киро Хаџи Станковић, Атанас Симеоновић и Василије Неновић.
Српском књижевнику Сими Милутиновићу Сарајлији, помогао је 1826. године један млади студент медицине, Бугарин - али са типичним српским именом. Дело "Сербианка" издато у Лајпцигу, посветио је аутор свом добротвору (који му је помогао да скупи новац) - Христофору Хаџи Јовановићу из Свиштова.
Претплатник српске књиге био је 1835. године једини "Шиштовац" учитељ Јован Стојановић. 
Бугарски аутор Кајданов објавио је 1836. године историјску књигу у Пешти, коју су набавили у месту Галацу, очигледно Срби читаоци из Свиштова: Георгије Димитровић, Аврам Ивановић, Христо Д. Гешовић, Иван Д. Гешовић, Атанас С. Гешовић, Иван С. Гешовић и Андреја Николајевић. Купци једне српске књиге 1839. године били су очигледно тамошњи Цинцари: Гаврил Хр. Џаџи Денко, свиштовски митрополит, Јован Христаћи "шах-оглу", Димитраћи Ат. иконом, Јанаћ Георг Хаџи Теодор житарски трговац. Приручник за учење грчког и српског језика узео је 1845. године у "Шиштову" тамошњи учитељ Јован Стојановић. Давидовићу српску историју објављену 1846. године купили су у Свиштову тамошњи поносити српски читаоци: скупио претплату Марко Хаџи Стојло, затим трговци - Апостол Коиковић, Георгије Д. Аврамовић, Јованица Костовић, Јаков Илиовић, Александер Тошковић, Божо Ниновић, Јованица Антуновић, Константин Станчоло агент од Вапора, Димитрије Чолуковић, Јованчко Б. Поповић, Христо Поповић, Цветко Р. Сахатчиовић, Димитриј Табаковић, Апостол Алексијевић, Димитриј Дашовић, Иванчо Д. Гашовић, Никола Д. Циновић, Иванчо Илијевић, Јанко Н. Кускуновић, Алексије Хаџи Костадиновић, Костакиј Николајевић, Григориј Кираким, Димитрије А. Аврамовић, братија Петровић, и из "Ибраила" (Браиле) два анонимна трговца. Књигу Светољубову (Миланковићеву) купили су у Београду 1847. године два Свиштовца: Емануил Васкировић и Јаков Илијевић.
У Свиштов је стигла и Момчиловићева "Писменица" 1847. године, коју су наручили тамошњи Срби, а које Бугари крстише са неутралним термином - "Славјани": архимандрит Максим Рајковић, Николаки Ценовић са синовима, братија Шишмановићи, Боро Неновић, Иваница Алтјановић, Димитрије Икономовић, Илија Икономовић, Апостол Конковић, Кирик Цанковић, Стојан Петровић, Димитрије Дашовић, Андреј Табаковић, Иванча Начовић, Апостол Ценовић, Иван Стојановић, Теодор Николајевић, Јаков Илијевић, Сотир Икономовић, Константин Икономовић, Стојан Дончовић абаџија, Тома Маринчовић, учитељ Костаки Теодоровић, Јован Станчовић школски епитроп, Јанку Христовић, Јован Стефановић Лесковчанин, Николај Д. Лесковчанин, Димитрије Ивановић, Алексије Ивановић, Петар Парвановић, Димитрије Ценовић, Иван Симеоновић, Симеон Ивановић, Тома Кјуновић, Петар Илијевић, Данил Николајевић, Георгије Теодоровић, Петар Димитријевић, Теодор Кјуновић, Петар Начовић и неколико ученика тамошњих. Читаоци једне српске књиге аутора Рашића, у Свиштову били су 1852. године тамошњи Срби: Алекса Константиновић секретар "Камарашне мајор Мишине", Константин Станисављевић касир, Александер Шишмановић и Николаћи Ценовић - трговци.
Једну српску књигу купио је претплатом у Букурешту Костаће иконом из Свиштова.
Године 1850. створена је у Свиштову и околини организација која је ту пропагандно деловала у интересу Србије. На челу организације био је "начелник" Апостол Којиковић трговац, а помагали су му његови пријатељи из Свиштова.
Славни српски богаташ и добротвор, трговац и бродовласник "Капетан Миша" - Миша Анастасијевић имао је ту сталну "камарашију". Била је то трговачка агенција састављена од неколико поузданих чиновника: пословођа, секретар, новчар (касир), две кантарџије и чувар.
Књигу о животу чувеног императора Наполеона, коју је на српски језик превео Љубомир Ненадовић, купили су претплатом у Рушчуку 1850. године, читаоци Срби из Свиштова. Одазвали су се позиву земљака Јована Јовичића "камараша" из Рушчука. Били су то следећи пренумеранти, записани у Рушчуку: Никола Предић касир камарашије у Свиштову, Апостол Конковић трговац, Јова Дешић трговац, Тодор Георгијевић трговац (рођен у Свиштову) и Иван Лазарић трговац (рођен у Свиштову).
Некадашњи учитељ и управитељ школа у бугарским градовима Рушчуку и Шумену, Милан Давид Рашић објавио је у Бечу 1852. књигу. Претплатника те српске књиге било је неколико Срба у Свиштову: Алекса Константиновић секретар "Камаришије" Мајор Мишине, Константин Станисављевић касир (четири примерка), Александер Шишмановић и Николаћи Ценовић (две књиге).
Јован Гавриловић је 1853. године дао кратак опис места, преузет од једног бугарског публицисте: "Свиштов је град крај Дунава, на лепом и пријатном месту. Има лепо пристаниште, поред кога су изграђене простране магазе. Води велику трговину земаљским производима. Има три цркве и 21.000 житеља. Свиштовци су велики љубитељи просвете, и имају два добро уређена училишта."
Грађанин свиштовски Костаће иконом, купио је 1854. године српску књигу "Слободијада".
Књигу руског научника Гилфердинга, преведену на српски језик од Милићевића у Београду, набавио је 1857. године у Букурешту, Ђорђе Владировић секретар Свиштовске "камаратије". Руски историјски ратни роман преведен на српски језик имао је 1857. године претплатнике у Свиштову, где је образован пункт. њега су чинили читаоци које је окупио Јовичић камерат свиштовски: Божидар Стеф. Рајовић трговац, Владимировић секретар, Милоје Милотић касир, Параскева Димитријевић трговац, Филип Радосављевић надзиратељ имања тј. "добара" српских у Влашкој, Јосиф Марковић такође надзиратељ, Коста Анастасијевић "кавалер", Александар Шишмановић трговац и Евстатије Цонаковић рушчучке камаратије секретар.
Свиштовска крајинска махала је 1847. године подигла школу за 200 ученика. То је сиромашно насеље са око 300 домова, где су лепо живели само трговци у 20 кућа, остало су били махом надничари. Молили су Швиштовци - "честите Србе" (из Србије) 1858. да помогну тој сиромашној школи са корисним књигама на српском језику. Све бугарске књиге и уџбеници штампали су се у Новом Саду (1852). Онда су трговци и житељи Свиштова браћа Цанковићи, измолили с у Цариграду 1853. године, да могу у Свиштову отворити лито и типографију, али је то спречила тамошња васељенска Патријаршија.
У Свиштову је рођен и велики српски сликар Георгије Стојановић, који је у Поменику кир Димитрија Даскала у манастиру Дечани забележио: "Нека се зна да сам ја Георгије Стојановић, родом из Свиштова, био у великој обитељи Дечанској цртати манастир 8. фебруара 1745. године".

## Становништво
По проценама из 2007. године град Свиштов имао је око 26.000 становника. Већина градског становништва су етнички Бугари. Остатак су махом Роми. Последњих 20ак година град губи становништво због удаљености од главних токова развоја у земљи. Оживљавање привреде требало би зауставити негативни демографски тренд.
Већинска вероисповест становништва је православна, али са значајном римокатоличком мањином.

## Партнерски градови
- Барселос
- Дембица
- Велес
- Кременчуг
- Лудза